# طريق 10 (الأردن)
الطريق السريع 10 هو طريق سريع يقع شمال الأردن ويربط بين الشرق والغرب في الشمال. يبدأ الطريق عند مركز حدود الكرامة، من الطريق السريع 1 على الحدود العراقية وينتهي في الشونة الشمالية مع التقاطع مع الطريق السريع 65 في الغرب بعد المرور عبر المفرق وإربد.